# Mei-chan no Shitsuji (serie de televisión)
Mei-chan no Shitsuji (メイちゃんの執事 El Mayordomo de Mei-chan?) es un drama japonés, adaptación del exitoso manga de Riko Miyagi Mei-chan no Shitsuji, publicado en la revista Margaret a finales de 2006. La serie fue estrenada en Japón el 13 de enero de 2009 en el canal Fuji TV y durante sus 10 episodios obtuvo un rating de 14,0 puntos. El final de la serie fue el 17 de marzo de 2009. Está protagonizada por Nana Eikura y Hiro Mizushima, y cuenta con las actuaciones secundarias de Takeru Satō, Yu Yamada, Osamu Mukai, Aya Ōmasa, Mayuko Iwasa y Mitsuki Tanimura. Además, un mes después de su culminación en el país, el drama se llevó dos premios Television Drama Academy Awards a Mejor Drama y al actor Takeru Sato lo premian como Mejor actor secundario.

## Trama
Desde pequeña, Mei ha soñado con la vida de poder comprar todo lo que quiera y no tener que trabajar. Pero su vida es todo lo contrario, ella trabaja junto a sus padres y va al instituto. Cuando su vida se convierte en una pesadilla al enterarse de que sus padres sufren un accidente y mueren, un misterioso mayordomo le asegura a Mei que ella es parte de una familia muy poderosa y que, según él, ella es la única heredera a la fortuna perteneciente. Su objetivo es convertir a la común Mei en una señorita de sociedad y para ello la mandan a un internado para "niñas ricas".
La historia se desarrolla entre las enemigas de Mei y como esta intenta integrarse al internado. Por otro lado, su guapo mayordomo llamado Rihito siente un extraño enlace entre ellos que al principio es justificado como la conexión de un mayordomo y dama, pero más adelante se va transformando en algo más que eso.

## Reparto
- Nana Eikura - Shinonome Mei/Hongo Mei
- Hiro Mizushima - Shibata Rihito, mayordomo de Mei
- Mitsuki Tanimura - Yamada Tami
- Shinnosuke Abe - Kanda, mayordomo de Tami
- Aya Ōmasa Kayama Rika
- Takeru Satō - Shibata Kento, hermano menor de Rihito y aprendiz de Aoyama
- Akihiro Mayama - Aoyama, mayordomo de Rika
- Aoi Nakabeppu - Natsume Fujiko
- Nobuo Kyo - Nezu, mayordomo de Fujiko
- Shiori Kutsuna - Amo Rin
- Tomomi Maruyama - Yotsuya, mayordomo de Rin
- Riko Yoshida - Mamahara Miruku
- Ryohei Suzuki - Daimon, mayordomo de Miruku
- Chise Nakamura - Matsushiro Hikaru
- Keisuke Minami - Tsukiji, mayordomo de Hikaru
- Haruna Kojima - Takenomiya Nao
- Yuki Kimisawa - Nogizaka, mayordomo de Nao
- Kinako Kobayashi - Umeshima Kyoko
- Keisuke Kato - Roppongi, mayordomo di Kyoko
- Hikari Kikuzato - Uemura Kaori
- Kenki Yamaguchi - Nakameguro, mayordomo de Kaori
- Tana Akiyama - Nakano Yuko
- Daishi Shikanai - Okachimachi, mayordomo de Yuko
- Yu Yamada - Lucia (alias Hongo Shiori)
- Osamu Mukai - Shinobu, mayordomo privado de Lucia
- Mayuko Iwasa - Ryuonji Izumi
- Jutta Yuki - Kiba, mayordomo de Izumi
- Asami Usuda - Daichi Yuma
- Chiaki Horan - Mizusawa Satomi
- Ayano Yamamoto - Hino Eriko
- Natsumi Ishibashi - Kazama Ai
- Keiko Horiuchi - Sister Rose, directora de la escuela
- Kosuke Suzuki - Sakuraba, mayordomo de la Directora Rose

### Famiglia Hongo
- Manpei Takagi - Akabane Ukon
- Shinpei Takagi - Akabane Sakon
- Masahiko Tsugawa - Hongo Kintaro, abuelo de Mei

### Familia Nakamoto
- Nanase Hoshii - Nakamoto Natsumi
- Hiromi Kitagawa - Nakamoto Mifuyu
- Mako Ishino - Nakamoto Akiko
- Tetta Sugimoto - Nakamoto Shunpei

### Altri
- Jun Hashizume - Shutaro (padre de Mei) (ep. 1)
- Yorie Yamashita - Yu (madre de Mei) (ep. 1)
- Kaori Yamaguchi - Ryuonji Miwako (madre de Izumi) (ep. 2-4)
- Yu Kamio - un agente (ep. 5)
- Shigemitsu Ogi - (ep. 10)

## Reparto y doblaje
| Actor original | Personaje                        | Actor de voz España | Actor de voz Colombia |
| -------------- | -------------------------------- | ------------------- | --------------------- |
| Nana Eikura    | Shinonome Mei/Hongo Mei          | Nuria Trifol        | Lorena Barrero        |
| Hiro Mizushima | Shibata Rihito, mayordomo de Mei | Mariano García      | Diego Becerril        |

## Premios
- 60th Television Drama Academy Awards (22-Abr-2009): Premio Mejor Drama
- 60th Television Drama Academy Awards (22-Abr-2009): Premio Mejor Actor Secundario: Takeru Satō

## Audiencia
| Fecha      | Episodio | Título (Japonés)                   | Título (Español)                       | Kanto |
| ---------- | -------- | ---------------------------------- | -------------------------------------- | ----- |
| 13/01/2009 | 01       | 女性の願望叶えるイケメン執事たち!! | ¡¡Mayordomos de las escuelas famosas!! | 14.9% |
| 20/01/2009 | 02       | 命をかけて守る!!                   | Arriesgar la vida por otro             | 14.8% |
| 27/01/2009 | 03       | あなたに仕えたい                   | ¿Que quiere que le sirva?              | 14.4% |
| 03/02/2009 | 04       | あなたを求めてる                   | A ti te necesito                       | 12.0% |
| 10/02/2009 | 05       | 理人が抱きしめた                   | Rihito me dio abrazó                   | 13.6% |
| 17/02/2009 | 06       | 剣人の大告白!!                     | ¡¡La gran confesión de Kento!!         | 14.0% |
| 24/02/2009 | 07       | オレがそばにいる                   | Siempre estare a tu lado               | 13.1% |
| 03/03/2009 | 08       | 決闘!! 理人vs剣人                  | ¡¡Pelea!! Rihito vs. Kento             | 13.5% |
| 10/03/2009 | 09       | 死なないで、理人                   | ¡No mueras, Rihito-san!                | 13.4% |
| 17/03/2009 | 10       | ラストkiss                         | Mi Último beso                         | 16.6% |
| Promedio   | Promedio | Promedio                           | Promedio                               | 14.1% |

Fuente: Video Research, Ltd.